# Radio Strefa FM
Radio Strefa FM – regionalna stacja radiowa z siedzibą w Piotrkowie Trybunalskim, obejmująca swoim zasięgiem mniej więcej dawne województwo piotrkowskie. Radio nadaje na częstotliwościach 98,2 MHz w Piotrkowie i na 104,2 MHz z Góry Kamieńsk.
Strefa FM powstała 1 września 2006 roku. z przekształcenia Radia Piotrków. Nowa nazwa miała podkreślić fakt, że radio jest rozgłośnią regionalną, kierowaną nie tylko do mieszkańców Piotrkowa.